# Tacenska cesta, Ljubljana
Tacenska cesta je ena izmed cest v Šentvidu pri Ljubljani, ki je dobila ime po dejstvu, da je glavna poveza med Šentvidom in Tacnom.

## Urbanizem
Cesta se prične z dvema krakoma, ki se vsak posebej povezujeta na Prušnikovo ulico in se konča v Tacnu na križišču Ulice Ivice Pirjevčeve in Ulice vstaje.
Na cesto (se od juga proti severu) povezujejo: Peršinova, Arkova (2x), 25 talcev, Kosmačeva, Plemljeva, Vižmarska pot, Tischlerjeva, Miheličeva, Medenska, V kladeh, Na gaju, Taborska, Peščena pot, Na Rojah, Hodoščkova, Ob daljnovodu, Novakova pot, Brodska, Marinovševa, Ob Savi, Pot sodarjev, Kajakaška, Thumanova, Pločanska, Čehova, Pot na goro in bratov Novak. 

## Javni potniški promet
Po Tacenski cesti potekajo trase mestnih avtobusnih linij št. 1B, N1, 8, 8B in 15. Na cesti so štiri postajališča mestnega potniškega prometa.

### Postajališča MPP
| postajališče         | št. linije        |
| -------------------- | ----------------- |
| 804141 Tacenski most | 1B, N1, 8, 8B, 15 |
| 804111 Ob daljnovodu | 1B, N1, 8, 8B     |
| 804101 Tabor         | 1B, N1, 8, 8B, 15 |
| 804091 Na klancu     | 1B, N1, 8, 8B, 15 |

| postajališče         | št. linije    |
| -------------------- | ------------- |
| 804092 Na klancu     | 1B, N1, 8, 15 |
| 804102 Tabor         | 1B, N1, 8     |
| 804112 Ob daljnovodu | 1B, N1, 8     |
| 804142 Tacenski most | 1B, N1, 8     |